# Исследование ДРО системы Земля —Луна (Китай)
Исследование ДРО системы Земля—Луна (кит. упр. 地月空间DRO探索研究)—китайский проект пекинского Технологического и инженерного центра по использованию космоса при Китайской академии наук, предложенный в феврале 2022 года. Направлен на создание первой в мировой истории исследований космоса спутниковой группировки (из трёх спутников), основанной на дальней ретроградной орбите (ДРО) системы Земля—Луна, для экспериментальных исследований этой орбиты.
Эллипс дальней ретроградной орбиты системы Земля—Луна заключает внутри себя её точки Лагранжа L1 и L2 и Луну. Изучение дальней ретроградной орбиты системы Земля—Луна имеет большое значение для космонавтики, так как спутник на такой орбите может стабильно находиться от десятков до более чем сотни лет и с минимальными затратами энергии достигать с неё любой точки вмещающего систему Земля—Луна космического пространства.
В 2024 году спутниковая группировка была развёрнута в составе трёх космических аппаратов:
- DRO-L — искусственный спутник Земли (ИСЗ) на солнечно-синхронной орбите;
- DRO-A и DRO-B — автоматические межпланетные станции (АМС).

Запуск искусственного спутника Земли DRO-L состоялся 3 февраля 2024 года.
Запуск связки АМС DRO-A и DRO-B состоялся 13 марта 2024 года в 20:51 (пекинское время) с космодрома Сичан при помощи ракеты-носителя  «Чанчжэн-2C». Однако из-за проблем с функционированием третьей ступени ракеты-носителя связка АМС не была выведена на расчётную орбиту. Была немедленно начата операция по спасению связки АМС. После 123 дней многократных коррекций орбиты с помощью двигателей в перигее и 8,5 млн км пути связка АМС DRO-A и DRO-B была выведена на расчётную орбиту.
15 июля 2024 года связка АМС DRO-A и DRO-B была выведена на дальнюю ретроградную орбиту системы Земля—Луна. Затем АМС DRO-B отделилась и перешла на резонансную орбиту, на своём пути по ней облетая поочерёдно кругом точки Лагранжа L3, L4 и L5 системы Земля—Луна. ИСЗ DRO-L остаётся на орбите Земли. В такой конфигурации 30 августа 2024 года между этими тремя космическими аппаратами была осуществлена микроволновая связь в K-диапазоне.